# 伊索勒河畔贝斯
伊索勒河畔贝斯（法語：Besse-sur-Issole，法語發音：[bɛs syʁ isɔl]）是法国普罗旺斯-阿尔卑斯-蓝色海岸大区瓦尔省的一个市镇，属于布里尼奥勒区。

## 地理
伊索勒河畔贝斯（43°20'55"N, 6°10'35"E）面积37.19 平方千米，位于法国普罗旺斯-阿尔卑斯-蓝色海岸大区瓦尔省，该省份为法国东南部沿海省份，北起上普罗旺斯阿尔卑斯省，西北角与沃克吕兹省接壤，西接罗讷河口省，南濒地中海，东临滨海阿尔卑斯省。
与伊索勒河畔贝斯接壤的市镇（或旧市镇、城区）包括：伊索勒河畔弗拉桑、康普斯拉苏尔斯、卡尔努勒、皮尼昂、皮热维尔、伊索勒河畔圣阿娜斯塔西。

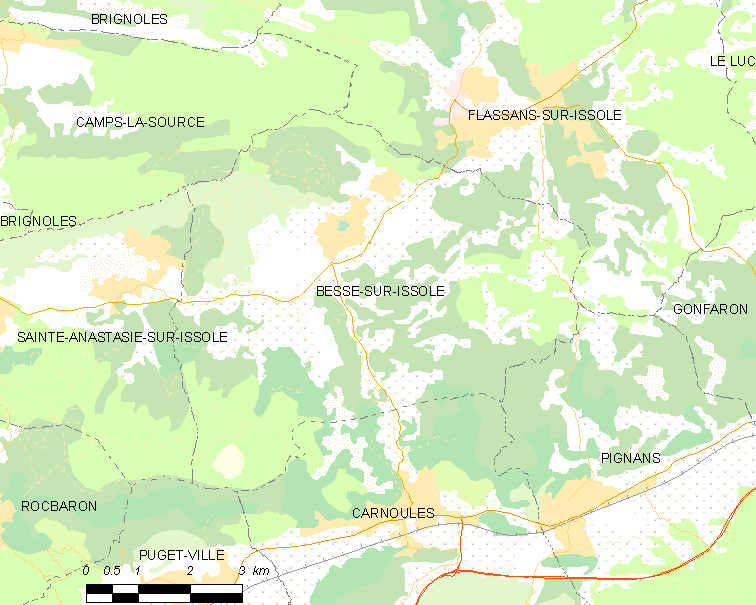
伊索勒河畔贝斯的OSM定位图

伊索勒河畔贝斯的时区为UTC+01:00、UTC+02:00（夏令时）。

## 行政
伊索勒河畔贝斯的邮政编码为83890，INSEE市镇编码为83018。

## 政治
伊索勒河畔贝斯所属的省级选区为勒吕克县。

## 人口

1962-2008年间伊索勒河畔贝斯人口变化图示

伊索勒河畔贝斯于2022年1月1日时的人口数量为3123人。